# Filter Café Filtré
Filter Café Filtré is een Belgische burgerbeweging die actie voert tegen luchtvervuiling bij schoolpoorten.
De beweging ontstond toen een rapport van Greenpeace over de slechte luchtkwaliteit in schoolbuurten weerklank vond dankzij een Pano-reportage van 14 maart 2018. De eerste actie vond plaats op vrijdagmorgen 16 maart voor de basisschool Maria Boodschap in de buurt van de Brusselse Vlaamsepoort. De week daarop sloten vijf Brusselse scholen en ouders zich aan en werden straten kortstondig afgesloten voor ludieke protesten. De weken daarna breidde het wekelijks vrijdagprotest zich verder uit over Vlaanderen en Brussel.
Naar analogie met het succesvolle straatprotest van Picnic The Streets werd het schooljaar op woensdag 27 juni feestelijk afgesloten met een collectieve actie. Onder de noemer Let's sti(c)k together verzamelden 500 ouders op het Brusselse Sainctelettesquare, in Mechelen en in Antwerpen bij en in Park Spoor Noord. Na de zomervakantie werden de wekelijkse vrijdagacties hervat. Onder het motto Het is vijf n'A12 ~ L'AIR est grave! werden deze op zondag 7 oktober bekroond met een fietstocht vanuit Antwerpen via de A12 naar Brussel. Alle acties samen hebben luchtkwaliteit op de politieke agenda gezet van de gemeenteraadsverkiezingen van 14 oktober.
Parallel met de donderdagse schoolstaking voor het klimaat kwam de beweging in het voorjaar van 2019 terug op gang in de aanloop naar de Europese, federale en gewestverkiezingen van 26 mei. Op vrijdag 15 maart waren er acties bij 60 Belgische scholen. Op zondag 5 mei werd vanuit Ottignies en Antwerpen naar het Brusselse De Brouckèreplein gefietst om er met Live on Air een choreografie van Wim Vandekeybus te dansen. Op vrijdag 17 mei namen meer dan 80 scholen en instellingen deel waarbij de onafhankelijkheidsverklaring van de Brusselse Nieuwlandsite meest in het oog sprong.